# Hiromu Arakawa
Hiromu Arakawa (jap. 荒川 弘 Arakawa Hiromu) (ur. 8 maja 1973 na Hokkaido) – japońska mangaka. Wychowywała się na mlecznej farmie wraz ze swymi pięcioma siostrami. Zasłynęła w 2001 roku mangą Fullmetal Alchemist. Autorka często przedstawia siebie pod postacią krowy w okularach i bardzo ceni sobie prywatność. Obecnie mieszka w Tokio.

## Serie
Mangi autorstwa Hiromu Arakawy:
- Stray Dog (1999)
- Shanghai Yōmakikai (2000)
- Fullmetal Alchemist (2001–2010)
- Raiden 18 (2005)
- Souten no Koumori (2006)
- Hero Tales (2006–2010)
- Silver Spoon (2011–2019)

Mangi z ilustracjami Hiromu Arakawy:
- Arslan senki (od 2013)

## Nagrody
- 2003: 49. Nagroda Shōgakukan Manga, w kategorii shōnen za Fullmetal Alchemist[1]
- 2011: 15. Nagroda Kulturalna im. Osamu Tezuki, w kategorii nagroda dla artysty[2]
- 2011: 42. Seiun Award, w kategorii najlepszy komiks science-fiction za Fullmetal Alchemist[3]
- 2012: 5. Manga taishō za Silver Spoon[4]
- 2012: 58. Nagroda Shōgakukan Manga, w kategorii shōnen za Silver Spoon[5]